# Eclipse Theia
Eclipse Theia ist ein freies und quelloffenes Framework zum Erstellen von integrierten Entwicklungsumgebungen. Es handelt sich um eine herstellerunabhängige Alternative zu Microsoft Visual Studio Code, die modularer aufgebaut ist und mit Open VSX einen eigenen Marktplatz für Erweiterungen enthält. Die auf Theia aufbauenden IDEs können sowohl im Browser als auch auf dem Arbeitsplatzrechner laufen. Unterstützung für Programmiersprachen wird über das Language Server Protocol erhalten. Gitpod, Arduino IDE 2 und Mbed Studio basieren auf Theia. Zudem setzt Eclipse Che ab Version 7 auf Theia. Schirmherr über das Projekt ist die Eclipse Foundation. Entwickler werden von TypeFox, Ericsson und Red Hat beigesteuert. Projektleiter ist Jonas Helming, Geschäftsführer der EclipseSource GmbH. Mit der Version 1.51 hat Theia IDE den beta-Status verlassen.